# Oleksandr Peklushenko
Oleksandr Mikolajovitj Peklushenko (ukrainska:Олександр Миколайович Пеклушенко), född 29 augusti 1954 i Zaporizjzja, Ukrainska SSR, Sovjetunionen, död 12 mars 2015 Sonyachne, Ukraina, var en ukrainsk politiker medlem av Regionernas parti. Han var parlamentsledamot (2002- 2012) och guvernör i industristaden Zaporizjzja i sydöstra Ukraina (2011-2014). 
Peklushenko hittades död i Sonyachne 12 mars 2015. Han hade en skottskada i nacken. Ukrainska polisen undersöker fallet som självmord. Hans dödsfall är ett av fem mystiska dödsfall under januari-mars 2015 bland tidigare makthavare i Ukraina som myndigheterna utreder som självmord.
Innan sin död var han föremål för en förundersökning misstänkt för att ha stoppat pro-EU-protester i Zaporizjzja, protester som sedan i Kiev i februari 2014 tvingade Viktor Janukovytj att avgå.